# معهد الحرب الإلكترونية للقوات المسلحة (مصر)
معهد الحرب الإلكترونية هو إحدى معاهد القوات المسلحة المصرية. يقع في الحي العاشر، مدينة نصر، القاهرة.

## مديري المعهد
- لواء أركان حرب / طارق إسماعيل.[2]